# Matillas (stacja kolejowa)
Matillas (hiszp. Estación de Matillas) – stacja kolejowa w Matillas, w prowincji Guadalajara we wspólnocie autonomicznej Kastylia-La Mancha, w Hiszpanii.
Obsługuje połączenia średniego zasięgu Renfe Operadora.

## Położenie stacji
Znajduje się na linii kolejowej Madryt – Barcelona w km 115,4, na wysokości 818 m n.p.m.

## Stacja
Stacja została otwarta w dniu 2 lipca 1862 wraz z otwarciem odcinka Jadraque – Medinaceli linii kolejowej przeznaczonej do połączenia Madrytu z Saragossą. Prace były prowadzone przez Compañía de los Ferrocarriles de Madrid a Zaragoza y Alicante (MZA). W 1941 doszło do nacjonalizacji kolei w Hiszpanii i utworzenia RENFE.
Od 31 grudnia 2004 linię obsługuje Renfe, natomiast budynkiem dworca zarządza Adif.

## Linie kolejowe
- Linia Madryt – Barcelona – linia zelektryfikowana